# Plasteurhynchium
Plasteurhynchium ist eine Gattung der Laubmoose aus der Familie Brachytheciaceae. Die kleine Gattung mit nur zwei Arten hat ihr Verbreitungsgebiet in der westlichen Paläarktis.

## Merkmale
Die mäßig kräftigen bis kräftigen und ziemlich starren Pflanzen sind gelb- bis dunkelgrün oder bräunlich-olivgrün. Sie sind in kriechende primäre und aufsteigende, büschelig verzweigte sekundäre Stämmchen gegliedert. Die locker dachziegeligen bis sparrig abstehenden Blätter sind dreieckig eiförmig und lang zugespitzt, nicht oder schwach längsfaltig, die Ränder gesägt. Die Blattrippe endet in der oberen Blatthälfte oft als austretender Dorn. Astblätter sind etwas kleiner und schmäler, sonst den Stämmchenblättern ähnlich. Die Zellen der Blattmitte sind länglich und mäßig dickwandig, am Blattgrund sind sie kürzer, breiter, dickwandig, getüpfelt und bilden ein dunkles Band. Die Geschlechterverteilung ist diözisch. Die Seta ist glatt, die Kapsel geneigt, der Deckel geschnäbelt.

## Systematik und Arten
Die beiden Arten der Gattung waren in der Vergangenheit entweder der Familie Lembophyllaceae zugeordnet oder wurden in die Gattung Eurhynchium  gestellt. Nach Frey, Fischer und Stech bilden sie nunmehr eine eigene Gattung Plasteurhynchium.
Die zwei Arten sind:
- Plasteurhynchium meridionale, hauptsächlich im Mittelmeergebiet
- Plasteurhynchium striatulum, in der westlichen Paläarktis